# Suối Tà Mông
Suối Tà Mông (tên khác: suối Lấp) là một con suối đổ ra Sông Sài Gòn. Suối có chiều dài 26 km và diện tích lưu vực là 122 km². Suối Tà Mông chảy qua các tỉnh Bình Phước, Bình Dương.